# Îles Mariannes
Pour les articles homonymes, voir Marianne.
Les îles Mariannes (aussi appelées les Mariannes ; en anglais : Mariana Islands ou the Marianas) sont un chapelet d'îles, formées par les sommets émergés de quinze montagnes volcaniques dans l'Est de la mer des Philippines. Elles sont les îles les plus au nord de la Micronésie. Elles se divisent en deux territoires américains distincts : l'île de Guam et les îles Mariannes du Nord.
Les îles sont nommées d'après la reine consort d'Espagne Marie-Anne d'Autriche (1634-1696), Mariana en espagnol, les Espagnols ayant été les premiers Européens, à la fin du XVIe siècle, à coloniser l'archipel où vivait le peuple indigène des Chamorros.

## Géographie
Partie de la Micronésie, les Mariannes en sont les îles septentrionales. Elles se situent  entre le 12e et la 21e parallèle nord et le long du 145e méridien est, au sud-sud-est du Japon, au nord des îles Carolines et à l'est-nord-est des Philippines. Elles marquent la limite orientale de la mer des Philippines.
En forme d'arc de cercle, l'archipel forme la partie méridionale d'une série de sommets émergés de volcans endormis  qui s'étendent sur 2 519 kilomètres de Guam jusqu'au Japon (arc Izu-Bonin-Mariannes (en)). La partie septentrionale de cette suite d'îles est constituée de l'archipel Nanpō. La fosse des Mariannes, la plus profonde fosse océanique au monde, se trouve juste à l'est de l'archipel, dans l'océan Pacifique.
Les îles ont une superficie terrestre émergée totale de 1 026 km2. La plus grande île est Guam (549 km2 et 159 000 habitants), l'île la plus méridionale de l'archipel et pour les îles Mariannes du Nord, les trois plus grandes îles - Saïpan (115 km2 et 42 200 habitants) Tinian (101 km2 et 3 100 habitants) et Rota (85 km2 et 2 500 habitants) - toutes les trois situées au sud, regroupent la quasi-totalité des 54 000 habitants.
Guam est un territoire non incorporé des États-Unis, tandis que les îles Mariannes du Nord sont un Commonwealth des États-Unis.

## Histoire

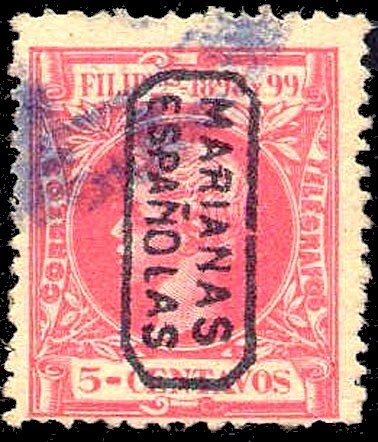
Timbre Marianne fin période coloniale espagnole à 1898-1899.

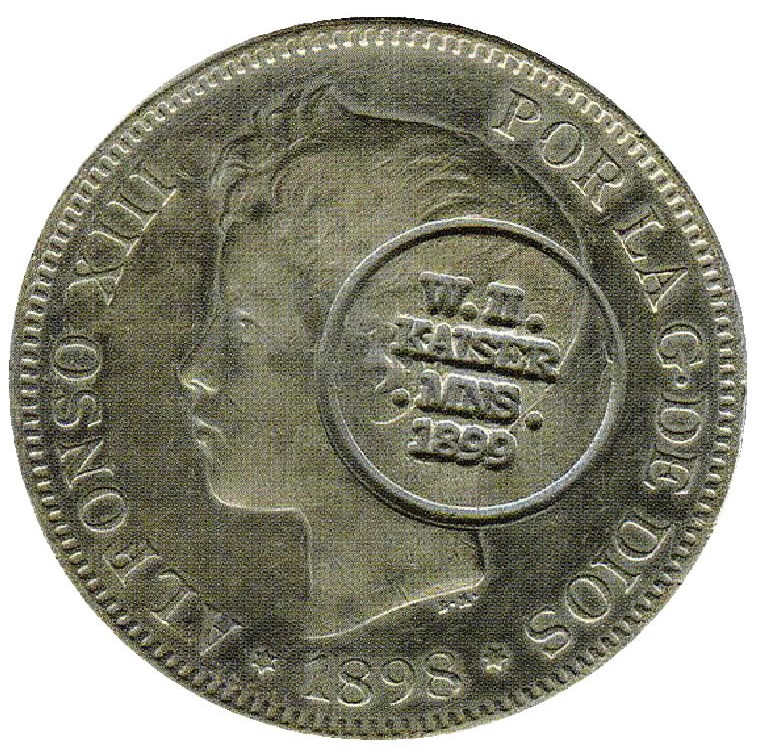
Pièce de monnaie espagnole d'Alphonse XIII commémorative surimpression occupation allemande en 1899.

La présence de populations humaines remonte au Néolithique, à la même époque ou avant le peuplement initial de la Polynésie. Les plus anciens sites archéologiques sont datés entre 1500 et 1400 avant J.C.. Ils sont contemporains des premiers sites de la culture Lapita en Mélanésie et dans l'ouest de la Polynésie. Ces populations ont dû traverser plus de 2 000 km de haute mer pour s'y rendre, fait notable alors qu'à la connaissance des scientifiques des voyages d'une longueur similaire n'ont eu lieu nulle part ailleurs que plus de 2 000 ans plus tard.
Il existe un débats entre spécialistes à la fois sur l'origine des premiers colonisateurs des Mariannes (différentes sources de preuves suggérant diversement les Philippines, l'Indonésie, la Nouvelle-Guinée ou l'archipel Bismarck) ainsi que sur la relation que ces populations auraient pu avoir avec les premiers colonisateurs de la Polynésie. Une étude de paléogénétique réalisée en 2020 soutient fortement une provenance de ces colonisateurs des Philippines, en accord avec certaines interprétations des preuves linguistiques et archéologiques, mais « en contradiction avec les résultats basés sur des simulations informatiques de voyages en mer ». L'étude trouve également un lien étroit entre les anciens squelettes de Guam et les premiers individus Lapita de Vanuatu et des Tonga, suggérant que les Mariannes et la Polynésie ont été colonisées à partir de la même population d'origine, et soulevant la possibilité que les Mariannes aient joué un rôle dans la colonisation de la Polynésie.
Le premier Européen à avoir abordé ces îles fut Fernand de Magellan en 1521, qui visita Guam et revendiqua ces terres pour l'Espagne. Mécontent des habitudes des habitants sur ses navires, il les baptisa, d'après Antonio Pigafetta, « Las Islas de los Ladrones », (les îles des Voleurs), mais en 1688, leur nom devint Las Marianas, en l’honneur de Marie-Anne d'Autriche, veuve de Philippe IV d'Espagne. Presque tous les autochtones disparurent pendant l'occupation espagnole, mais des insulaires des îles voisines repeuplèrent en partie les îles.
Après la guerre hispano-américaine de 1898, l'Espagne dut vendre en 1899 aux États-Unis les Philippines, Guam et Porto Rico, et vendit le reste des Mariannes (aujourd'hui les îles Mariannes du Nord) ainsi que les Îles Carolines à l'Allemagne, par le traité germano-espagnol de 1899, qui furent intégrées à la Nouvelle-Guinée allemande. Ces dernières furent occupées en 1914 par le Japon, qui, dès le début de la Première Guerre mondiale, avait déclaré la guerre à l'Allemagne, et qui les transforma en bases militaires. 
Cette occupation fut confirmée par la Société des Nations, qui confia au Japon l'administration de toutes les possessions allemandes du Pacifique au nord de l'Équateur. 
En 1941, les Japonais envahirent Guam. Les Mariannes furent reprises à partir de juin 1944, lors des batailles de Saipan, de Tinian, de Guam ainsi que de la bataille de la mer des Philippines. Les bombardiers transportant les bombes atomiques lancées sur Hiroshima et Nagasaki partirent de Tinian.

## Philatélie
Pour l'étude de la philatélie allemande des Îles Mariannes on consultera l'article de P. J. M., « Les timbres du Pacifique allemand : les Mariannes », no 128 de novembre 2011, Timbres magazine, p. 42-44.